# Pagode der Sechs Harmonien

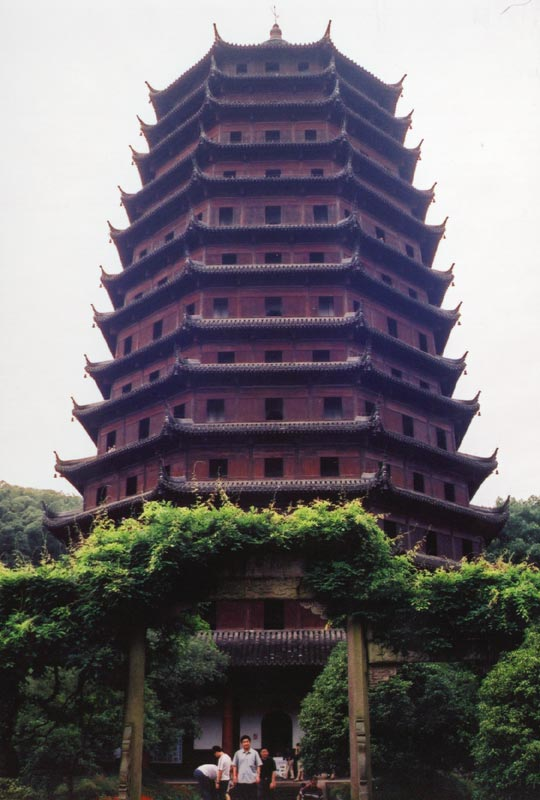
Pagode der Sechs Harmonien (Liuhe-Pagode)

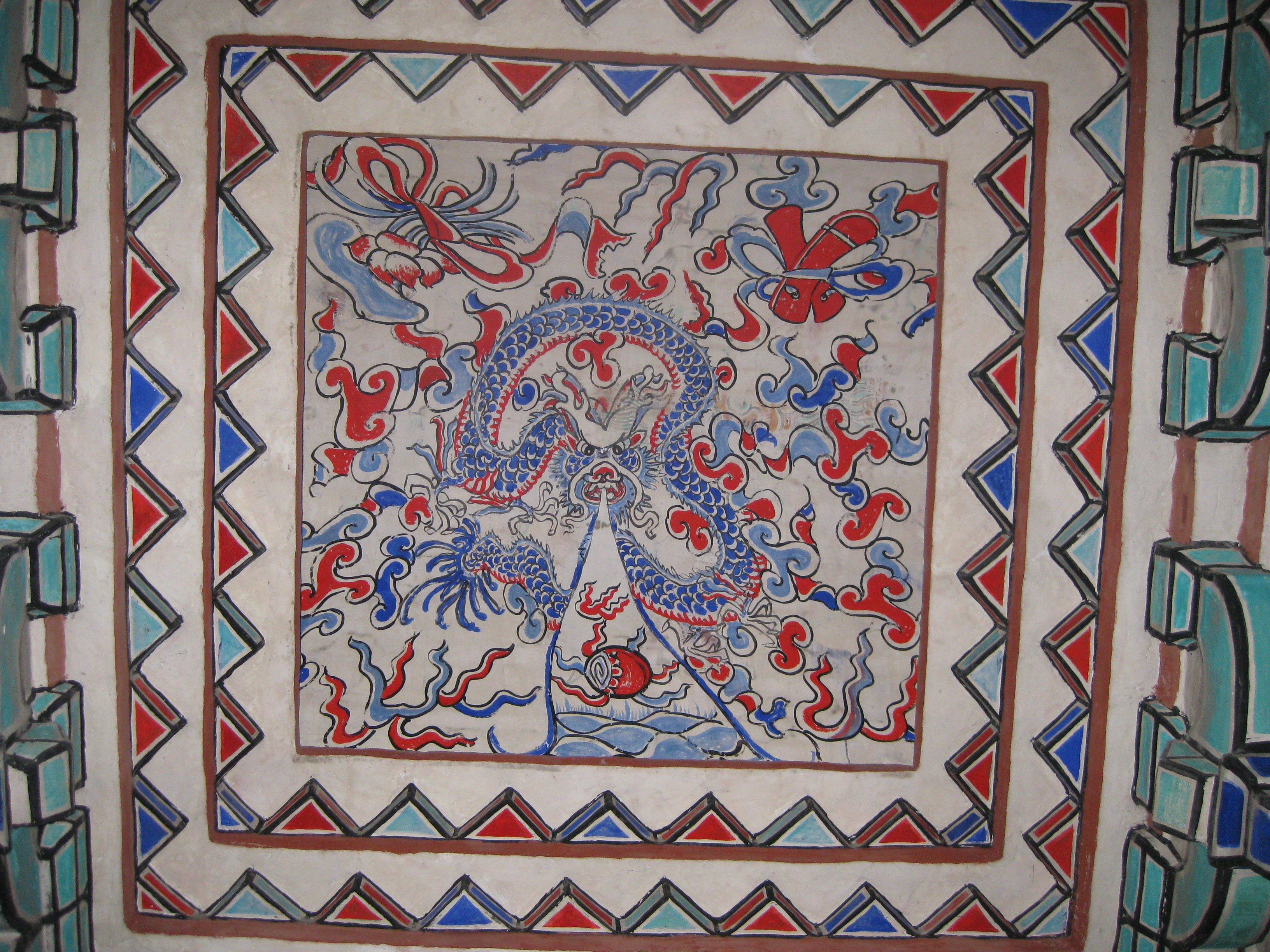
Deckengemälde

Die Pagode der Sechs Harmonien oder Liuhe-Pagode (chinesisch 六和塔, Pinyin Liùhé Tǎ) ca. 8 km südwestlich der chinesischen Stadt Hangzhou, Provinz Zhejiang, am Fuß des Yuelun-Berges (Yuelun Feng) am Nordufer des Qiantang-Flusses wurde 970 vom König Qian Hongchu (钱弘俶, i. e. Qian Chu; reg. 948–978) des Wu-Yue-Königreichs in der Zeit der Nördlichen Song-Dynastie errichtet und nach der Zerstörung in der Fang-La-Rebellion (1121) in der Zeit der Südlichen Song-Dynastie wiederaufgebaut (1165).
Die achteckige Pagode ist 60 m hoch und hat 13 Stockwerke (innen sieben). Ihre Holzverkleidung wurde mehrmals erneuert (die letzte stammt aus dem Jahr 1900 der Qing-Zeit), aber der Ziegelkern stammt aus der Zeit der Song-Dynastie. Die Decken der Stockwerke sind farbig mit Blumen, Vögeln und anderen Tieren verziert. Die Pagode diente außerdem als Leuchtturm.
Sie steht seit 1961 auf der Liste der Denkmäler der Volksrepublik China (1-72).